# Чародей (опера)
Чароде́й (англ. The Sorcerer) — комическая опера, или оперетта, в двух действиях композитора Артура Салливана и либреттиста Уильяма Гилберта. Премьера оперы состоялась 17 ноября 1877 года в театре Опера-Комик в Лондоне, где она была исполнена 178 раз. Для новой постановки в 1884 году авторы сделали вторую редакцию оперы и именно в этой версии она как правило исполняется в настоящее время. 
Опера является третьей из четырнадцати совместных работ Гилберта и Салливана. В опере ими впервые были использованы такие комические дуэты, песни-скороговорки, контрапунктический двойной хор, любовный дуэт тенора и сопрано и т. д., какие в подобном стиле будут также в последующих сочинениях. Чародей стал первой оперой, в которой автор и композитор имели почти полный контроль над постановкой и отбором актеров, некоторые из которых затем исполняли главные роли в последующих операх Гилберта и Салливана.
Либретто оперы основано на рождественской истории «Эликсир любви», которую Гилберт написал для журнала The Graphic в 1876 году. Молодой человек Алексис одержим представлением о том, что для любви не существует никаких социальных различий, поэтому он предлагает Чародею сварить приворотное зелье. Жители городка под влиянием зелья влюблились в первого встречного, что привело к образованию комически несочетающихся пар. В конце-концов, Чародей должен пожертвовать своей жизнью, для того чтобы разрушить чары.